# アルブレダ

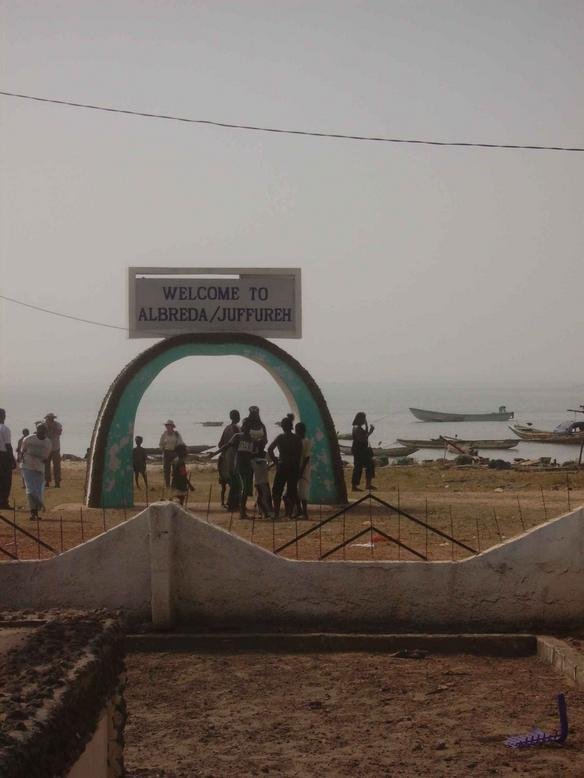
アルブレダと隣村ジュフレの入り口

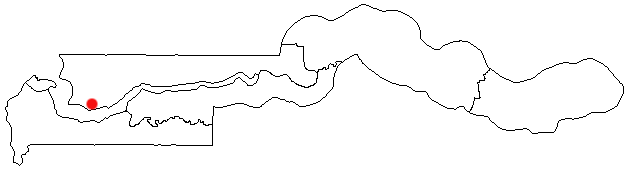
アルブレダ / ジュフレの位置

アルブレダ (Albreda) は、ガンビアのノースバンク地方ロウアー・ニウミ地区に位置するマンディンゴ人が暮らす農村である。ガンビア川に面したこの村には、ポルトガル人が建てた15世紀の礼拝堂跡と西アフリカフランス会社 (CFAO) の旧社屋が残っており、それらは世界遺産「クンタ・キンテ島と関連遺跡群」に含まれている。また、村自体が世界遺産の緩衝地域に指定されている。

## 歴史
ガンビア川沿岸にヨーロッパ人が最初に到達したのは15世紀半ばとされている。それはポルトガル人たちで、彼らはそれから間もなくアルブレダにキリスト教の教会を建てた。しかし、彼らが恒常的に入植することはなかった。
アルブレダを恒常的な拠点とすることを企図したのはフランス人たちだったが、それは17世紀後半になってからだった。彼らは1681年にアルブレダに交易拠点を築いた。フランスのセネガル会社はその2年前にガンビア川北岸に拠点を築く許可を、ニウミ（ガンビア川北岸を勢力下においていた諸国のひとつ）の王から得ており、アルブレダはそれを踏まえて建設された。
ちょうどイギリスの主要な交易拠点となっていたジェームズ島（現クンタ・キンテ島）の向かい側にあり、アルブレダもジェームズ島も領有を巡って英仏などが何度となく争い、アルブレダは再建と放棄が繰り返された。とはいえ、アルブレダもジェームズ島も環境はかなり苛酷であり、現地の滞在者たち同士では、真水の補給などに配慮をしたり、宴席に招待しあうなど、十分に友好的な関係が築かれていたという。
アルブレダは1814年のパリ条約で、フランスに帰属することが正式に決まった。以降、1857年にモーリタニアの交易拠点と引き換えにイギリスに割譲されるまで、ガンビア川沿岸にフランスが持つ唯一の拠点として、そして関税をかけられることなくガンビア川流域に廉価な商品を持ち込める拠点として、重要な位置を占めた。

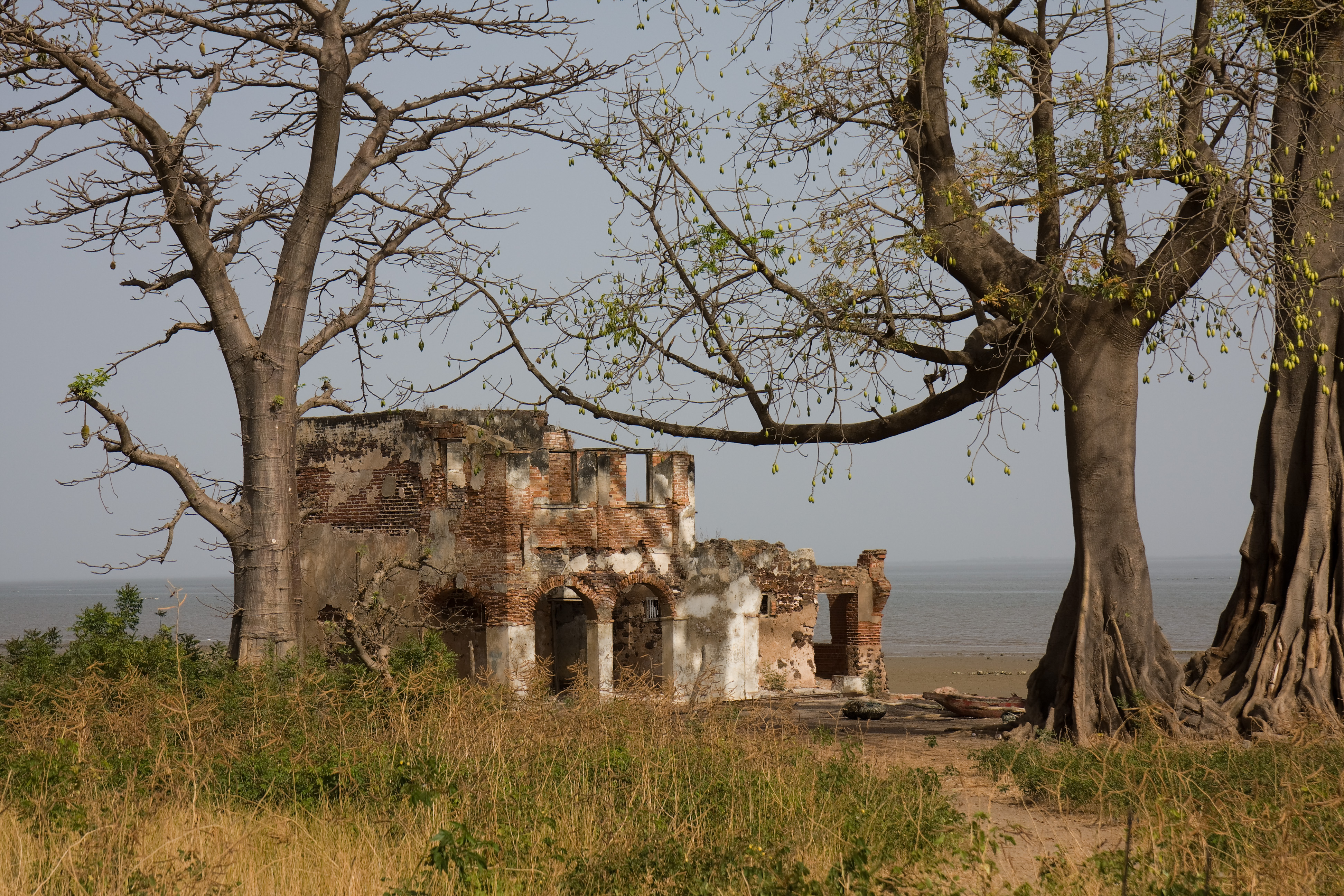
西アフリカフランス会社の社屋

イギリスに割譲された後もフランス人が完全に撤退したわけではなく、1902年にはアルブレダにあった建物をフランス西アフリカ会社が購入し、商店としていた。この建物は、本来誰が何のために建てたのか分からなくなっているが、少なくともフランス領時代の1847年にはすでに存在していたらしい。
また、隣のジュフレ村に含まれている世界遺産構成資産「モーレル兄弟の商館」（現・奴隷貿易博物館）も、アルブレダの稲作地帯に隣接している。
現在のアルブレダは河岸で稲作が行なわれており、内陸では植民地時代以来現在に至るまでガンビアの主要農産物となっている落花生の栽培などが行なわれている。河岸に面していることから桟橋があり、クンタ・キンテ島へ行く観光客の船着場になっている。また、ポルトガル人礼拝堂跡の近くには、魚市場や魚屋もある。宗教施設としてはモスクが2つある。